# Peter Neu
Peter Neu (geboren am 2. September 1935 in Bitburg) ist ein deutscher Lehrer, Historiker und Archivar.

## Leben
Der in Niederweis aufgewachsene Peter Neu studierte, nachdem er in Münstermaifeld das Abitur ablegte, Geschichte, Germanistik und Volkskunde in Köln, Bonn und Freiburg. 1960 trat er in den Schuldienst ein. Zunächst in Bremen tätig, wechselte er nach kurzer Zeit aus familiären Gründen zurück nach Bitburg. Dort unterrichtete er an der Otto-Hahn-Realschule und war von 1978 bis zu seinem Eintritt in den Ruhestand 1995 Direktor an der St. Matthias–Realschule in Bitburg. Nach seinem Wechsel in den Ruhestand versah Peter Neu von November 1996 bis zum Frühjahr 2022 im Nebenberuf das Amt des Stadtarchivars in Bitburg. 1970 wurde Neu in Bonn mit einer Ausarbeitung zu einem Adelsgeschlecht der Eifel in Bonn zum Dr. phil. promoviert: Geschichte und Struktur der Eifelterritorien des Hauses Manderscheid vornehmlich im 15. und 16. Jahrhundert.
Neben seinem Lehramt befasste sich Neu seit seiner Studienzeit mit der Geschichte der Eifel und dabei im Besonderen seiner Heimatstadt Bitburg und dem Herzogtum Arenberg und erarbeitete in diesem räumlichen Umfeld zahlreiche Publikationen. Zudem war er von 1976 bis 2007 an der Erstellung einiger Ausgaben aus der Reihe Rheinischer Städteatlas namhaft beteiligt: Adenau (Nr. 42, 1985), Altenahr (37, 1982), Dollendorf (17, 1976), Gelsdorf (49, 1989), Gemünd (28, 1979), Heimbach (87, 2007), Heimersheim (75, 2001), Königsfeld (55, 1992) und Reifferscheid (29, 1979)
Seit 1962 verheiratet, hat Peter Neu einen Sohn und einen Enkel.

## Auszeichnungen
- 1971 GEFFRUB-Preis (Gesellschaft der Freunde und Förderer der Universität Bonn)[1]
- 2005 Verdienstorden des Landes Rheinland-Pfalz[1]
- 2015 Ehrenplakette „maximi honoris causa“ der Stadt Bitburg[2][1]
- Arenberg-Medaille in Silber und Gold[1]
- Kulturpreis der Dr.-Hanns-Simon-Stiftung Bitburg[1]
- Deutscher Bürgerpreis für sein Lebenswerk[1]

## Schriften (Auswahl)
- mit Ferdinand Pauly u. a.: Geschichte von Bitburg (Ortschroniken des Trierer Landes, Band 11), Neu, Trier 1965.
- Geschichte und Struktur der Eifelterritorien des Hauses Manderscheid vornehmlich im 15. und 16. Jahrhundert, Bonn, Philosophische Fakultät, Dissertation 1. Juli 1970 (zugleich: Institut für Landeskunde der Rheinlande an der Universität Bonn (Hrsg.): Rheinisches Archiv, Band 80, Ludwig Röhrscheid, Bonn 1972).
- Eisenindustrie in der Eifel. Aufstieg, Blüte und Niedergang, Rheinland-Verlag/Habelt, Köln/Bonn 1988, ISBN 978-3-7927-0978-8 (2. Aufl. 1989, ISBN 978-3-7927-1086-9)
- Die Arenberger und das Arenberger Land Band 1–6, Landesarchivverwaltung Rheinland-Pfalz (Hrsg.): Veröffentlichungen der Landesarchivverwaltung Rheinland-Pfalz, Bd. 52, 67, 68, 91, 92, 93, Koblenz 1989–2001
- Arenberger Frauen. Fürstinnen, Herzoginnen, Ratgeberinnen, Mütter. Frauenschicksale im Hause Arenberg in sieben Jahrhunderten, Sonderveröffentlichung der Landesarchivverwaltung Rheinland-Pfalz. Reihe Arenberg, Koblenz 2006, ISBN 3-931014-71-1
- Margaretha von der Marck (1527–1599). Landesmutter – Geschäftsfrau und Händlerin – Katholikin. Eine gefürstete Gräfin in einer Zeit großer Umbrüche, Foundation d’Arenberg – Arenberg Stichting – Enghien, Hrsg.: Arenberg Stiftung, Essen 2013, ISBN 978-3-00-044454-8
- „Eyn guter Nachbar ist ein edel Kleynodt“. Die Grafschaft Blankenheim und das Herzogtum Arenberg als Nachbarn. Untersuchungen zum Zusammenleben der Menschen in zwei benachbarten Eifelterritorien bis zum Ende der Feudalzeit, Hrsg. Arenberg Stiftung, Essen 2022